# Neuseeländische Cricket-Nationalmannschaft in England in der Saison 1990
Die Tour der neuseeländischen Cricket-Nationalmannschaft nach England in der Saison 1990 fand vom 23. Mai bis zum 10. Juli 1990 statt. Die internationale Cricket-Tour war Bestandteil der Internationalen Cricket-Saison 1990 und umfasste drei Tests und zwei ODIs. England gewann die Test-Serie 1–0, während die ODI-Serie unentschieden 1–1.

## Vorgeschichte
Für beide Mannschaften war es die erste Tour der Saison. Das letzte Aufeinandertreffen der beiden Mannschaften bei einer Tour fand in der Saison 1987/88 in Neuseeland statt.

## Stadien
Die folgenden Stadien wurden für die Tour als Austragungsort vorgesehen.
| Stadion                  | Stadt      | Kapazität | Spiele  |
| ------------------------ | ---------- | --------- | ------- |
| Edgbaston Cricket Ground | Birmingham | 24.803    | 3. Test |
| Headingley Stadium       | Leeds      | 17.000    | 1. ODI  |
| Lord’s Cricket Ground    | London     | 30.000    | 2. Test |
| The Oval                 | London     | 23.500    | 2. ODI  |
| Trent Bridge             | Nottingham | 15.350    | 1. Test |

## Tour Matches

### First Class
| 6. Mai Scorecard | Arundel | Duchess of Norfolk's Invitation XI 277-6 (50) | – | New Zelanders 278-3 (47.2) |
|                  |         | New Zealanders gewinnt mit 7 Wickets          |   |                            |

| 19. – 21. Mai Scorecard | London (Lord’s) | Middlesex 332-6d (93.5) & 251-3d (66) | – | New Zealanders 284-5d (93.2) & 243-8 (51) |
|                         |                 | Remis                                 |   |                                           |

## Tests

### Erster Test in Nottingham
| 7. – 12. Juni Scorecard | Nottingham | Neuseeland 208 (89) & 36-2 (17) | – | England 345-9d (138) |
|                         |            | Remis                           |   |                      |

### Zweiter Test in London
| 21. – 26. Juni Scorecard | London (Lord’s) | England 334 (89.4) & 272-4d (78) | – | Neuseeland 462-9d (157.4) |
|                          |                 | Remis                            |   |                           |

### Dritter Test in Birmingham
| 5. – 10. Juli Scorecard | Birmingham | England 435 (141.5) & 158 (49) | – | Neuseeland 249 (98.3) & 230 (91.4) |
|                         |            | England gewinnt mit 114 Runs   |   |                                    |

## One-Day Internationals

### Erstes ODI in Leeds
| 23. Mai Scorecard | Leeds | England 295-6 (55)               | – | Neuseeland 298-6 (54.5) |
|                   |       | Neuseeland gewinnt mit 4 Wickets |   |                         |

### Zweites ODI in London
| 25. Mai Scorecard | London (The Oval) | Neuseeland 212-6 (55)         | – | England 213-4 (49.3) |
|                   |                   | England gewinnt mit 6 Wickets |   |                      |